# Paola Massarenghi
Paola Massarenghi, född 1565, död efter 1585, var en italiensk kompositör.
Hon komponerade Quando spiega l'insegn'al sommo padre, en madrigal, som inkluderades i Arcangelo Gherardinis Primo libro de madrigali a cinque voci (Ferrara, 1585). 